# LIVE 〜LEGEND I、D、Z APOCALYPSE〜
《LIVE 〜LEGEND I、D、Z APOCALYPSE〜》（日：ライブ 〜レジェンド アイ、ディー、ゼット アポカリプス〜）是BABYMETAL在2013年發行的第一張現場影像作品。

## 概況
收錄2012年到2013年間一系列的專場演唱會影像，2013年10月19日發行DVD版、2013年11月20日發行藍光板，以及1500張限量版DVD（3枚組DVD-BOX）。限量版內容物包含披風，僅在日本淘兒唱片門市販售。10月18日於赤坂BLITZ舉辦淘兒唱片新宿店 15周年大感謝祭「15の夜」，在會場先行販售。

## 銷售成績
2013年12月2日在日本公信榜上，以4908張銷量登上總排行榜第7名，音樂類排行榜第2名。

## 收錄內容
- LEGEND“I” 2012/10/6 at Shibuya O-EAST （52分）
  1. BABYMETAL DEATH
  2. Iine!
  3. 想和你一起看動畫
  4. 歡樂★午夜
  5. 撒嬌大作戰
  6. 紅月-Akatsuki-
  7. 心跳☆早晨
-ENCORE-
  8. HeadBanger!!
  9. 欺凌、絕對、不行

- LEGEND“D” SU-METAL聖誕祭 2012/12/20 at Akasaka BLITZ （61分）
  1. BABYMETAL DEATH
  2. 想和你一起看動畫
  3. 歡樂★午夜
  4. White Love -Angel Of Death ver.-
  5. Over The Future（日语：Over The Future (可憐Girl'sの曲)） -Rising Force ver.-
  6. HeadBanger!! -Night of 15 mix-
  7. 撒嬌大作戰
  8. 心跳☆早晨
  9. Iine!
  10. 欺凌、絕對、不行
-ENCORE-
  11. HeadBanger!!
  12. 給我一雙翅膀 -炎 ver.-

- LEGEND“Z” 2013/2/1 at Zepp Tokyo （66分）
  1. 欺凌、絕對、不行
  2. Iine!
  3. 想和你一起看動畫
  4. 撒嬌大作戰
  5. 紅月-Akatsuki-
  6. 歡樂★午夜
  7. Catch me if you can
  8. 心跳☆早晨
-ENCORE-
  9. HeadBanger!!
  10. BABYMETAL DEATH
  11. 欺凌、絕對、不行

## 參與樂手
神樂隊（演奏樂隊）
LEGEND“I”
※8、9曲目
- 成員
  - 紫煉 - 吉他
  - Leda - 吉他
  - RYO - 貝斯
  - SHIN - 鼓

LEGEND“Z”
※9〜11曲目
- 成員
  - 大村孝佳 - 吉他
  - Leda - 吉他
  - Ikuo（日语：Ikuo） - 貝斯
  - 青山英樹（日语：青山英樹） - 鼓

## 外部連結
- 預告片
  - YouTube上的BABYMETAL - LIVE 〜LEGEND I、D、Z APOCALYPSE〜 Trailer
- 現場實況剪輯
  - YouTube上的BABYMETAL 心跳☆早晨 - 2012.10.6 at Shibuya O-EAST ※Short ver.
  - YouTube上的BABYMETAL HeadBanger!! - 2013.2.1 at Zepp Tokyo ※Short ver.
- DISCOGRAPHY - BABYMETAL 官方網站
- DISCOGRAPHY（页面存档备份，存于） - TOY'S FACTORY 官方網站
- 首張Blu-ray&DVD-BOX『LIVE〜LEGEND I、D、Z APOCALYPSE〜』發行決定DEATH！！ - 新聞 - BABYMETAL 官方網站
- BABYMETAL: LIVE ~LEGEND I、D、Z APOCALYPSE~ LEGEND I （页面存档备份，存于）  - iTunes
- BABYMETAL: LIVE ~LEGEND I、D、Z APOCALYPSE~ LEGEND D SU-METAL 聖誕祭 （页面存档备份，存于）  - iTunes
- BABYMETAL: LIVE ~LEGEND I、D、Z APOCALYPSE~ LEGEND Z  （页面存档备份，存于）  - iTunes
- Legend I,D,Z Apocalypse的MusicBrainz音樂資料庫
- Legend I,D,Z Apocalypse的Discogs音樂資料庫 （页面存档备份，存于）
- EAN 4988061781129